# Gnomidolon parallelum
Gnomidolon parallelum är en skalbaggsart som beskrevs av Clarke 2007. Gnomidolon parallelum ingår i släktet Gnomidolon och familjen långhorningar. Inga underarter finns listade i Catalogue of Life.